# Novyï Svit (oblast de Donetsk)
Novyï Svit (en ukrainien : Нови́й Світ, en russe : Новый Свет, Novyï Svet) est une commune urbaine de l'est de l'Ukraine, dans l'oblast de Donetsk, dépendante du raïon de Kalmiouske. Elle comptait en 2019 9055 habitants.

## Géographie
La commune de Novyï Svit se situe sur la rive est du fleuve côtier Kalmious, au niveau du Réservoir de Starocheve, 128 mètres d'altitude. Elle se trouve à 85 kilomètres en amont de la ville de Marioupol sur le Kalmious, et à 26 kilomètres au sud-est de la ville de Donetsk.